# Moresby Treaty
Moresby Treaty var ett traktat som slöts mellan Storbritannien och sultanatet Muskat och Oman i september 1822, mellan Said ibn Sultan och den brittiske ämbetsmannen på Mauritius Fairfax Moresby. i september 1822.

Traktatets syfte var att reglera och begränsa den indiskoceanska slavhandeln, som sköttes av just Muskat och Oman och ogillades av britterna, som 1807 hade förbjudit slavhandel. 
Traktatet förbjöd handel med slavar till de brittiska besittningarna i Indien (något som gradvis minskade slavhandeln till Indien, ju mer av Indien som blev brittiskt), förbjöd handel med kristna slavar helt och hållet, tillät installationen av en brittisk representant i Zanzibar (som då tillhörde Oman). 
Slutligen upprättades den så kallade Moresby Line som fastställde Omans territorium i Indiska oceanen, och förbjöd slavhandel öster om denna linje. 
Traktatet följdes 1845 av Hamerton Treaty.